# Rage! (película de 1980)
Rage! (conocida en España como Pasión incontrolada) es una película de drama de 1980, dirigida por William A. Graham, escrita por George Rubino, musicalizada por Laurence Rosenthal, en la fotografía estuvo Allen Daviau y los protagonistas son David Soul, James Whitmore y Caroline McWilliams, entre otros. El filme fue realizado por Charles Fries Productions, se estrenó el 25 de septiembre de 1980.

## Sinopsis
En un intento por mejorar como persona, un abusador concurre a terapia mientras permanece en la cárcel.

## Reparto
- David Soul como Cal Morrisey
- James Whitmore como Borski
- Caroline McWilliams como Maryann
- Craig T. Nelson como Ray
- Tom Noonan como Bo
- Randy Brooks como P.J.
- Darleen Carr como Hildy
- Garry Walberg como El padre de Maryann
- John Durren como Jud
- Vic Tayback como Tommy
- Sharon Farrell como Dottie
- Yaphet Kotto como Ernie
- James Gammon como Joe Dean
- Robert Davi como Residente #1
- Jonathan Banks como Residente #2
- Leo Gordon como Padre de Cal
- Meg Wyllie como Madre de Cal
- Martin Speer como Bob Lowenstein
- Barry Corbin como Residente #5
- Kevin Geer como Del
- Lois Hall como Madre de Mary Ann
- Nicholas Worth como Ted
- Bill Quinn como El Juez
- S. John Launer como Dr. Fisher
- Jennifer Storey como Lori
- W. Duane Tucker como Frisbee Player
- Ted Noose como Guardia
- Ron Spivey como Levantador de pesas
- Albert Henderson como Guardia
- Otis Day como Residente #3
- Jeffry Druce como Residente #4
- Charles Allen-Anderson como Residente #6
- Zachary Lewis como Residente #7
- Joseph Whipp como Residente #8
- Fred Ottaviano como Residente
- David Garrett como Cantante #1
- Will Knox como Cantante #2
- Bernard Erhard como Hombre #A
- Alan Autry como Hombre #B
- John Finn como Hombre #C